# رشيدة جونز
رشيدة جونز (بالإنجليزية: Rashida Jones)‏؛ (25 فبراير 1976 -)، ممثلة وكاتبة ومغنية أمريكية.
ولدت في لوس أنجلوس، كاليفورنيا، الولايات المتحدة، درست في جامعة هارفارد، ولدت وهي أصغر بنات الموسيقار كوينسي جونز.

## أعمالها

### الأفلام
- الدمى المتحركة.
- أصدقاء مع امتيازات.
- الشبكة الإجتماعية.
- كبار رجال الشرطة.
- أحبك يا رجل.
- تاغ
- الغرينش

### المسلسلات
- الحدائق والمنتجعات.
- بوسطن العامة.
- المكتب.
- ذا كليفلاند شو.
- عائلة سيمبسون.
- الصومعة.

## روابط خارجية
- رشيدة جونز على موقع IMDb (الإنجليزية)
- رشيدة جونز على موقع ألو سيني (الفرنسية)
- رشيدة جونز على موقع ميوزك برينز (الإنجليزية)
- رشيدة جونز على موقع تيرنر كلاسيك موفيز (الإنجليزية)
- رشيدة جونز على موقع أول موفي (الإنجليزية)
- رشيدة جونز على موقع بوكس أوفيس موجو (الإنجليزية)
- رشيدة جونز على موقع قاعدة بيانات الأفلام السويدية (السويدية)
- رشيدة جونز على موقع إن إن دي بي (الإنجليزية)
- رشيدة جونز على موقع أول ميوزيك (الإنجليزية)
- رشيدة جونز على موقع ديسكوغز (الإنجليزية)